# Leptopilina
Leptopilina is een geslacht van vliesvleugelige insecten van de familie Figitidae.

## Soorten
- L. australis (Belizin, 1966)
- L. boulardi Barbotin, Carton & Keiner-Pillault, 1979
- L. clavipes (Hartig, 1841)
- L. fimbriata (Kieffer, 1901)
- L. heterotoma (Thomson, 1862)
- L. longipes (Hartig, 1841)